# Mason County, West Virginia
Mason County är ett county i norra delen av den amerikanska delstaten West Virginia. Den administrativa huvudorten (county seat) är Point Pleasant. 

## Geografi
Enligt United States Census Bureau har countyt en total area på 1152 km². 1 118 km² av den arean är land och 34 km²  är vatten. 

### Angränsande countyn
- Meigs County, Ohio - nord
- Jackson County - öst
- Putnam County - sydöst
- Cabell County - sydväst
- Gallia County, Ohio - väst

### Städer och samhällen

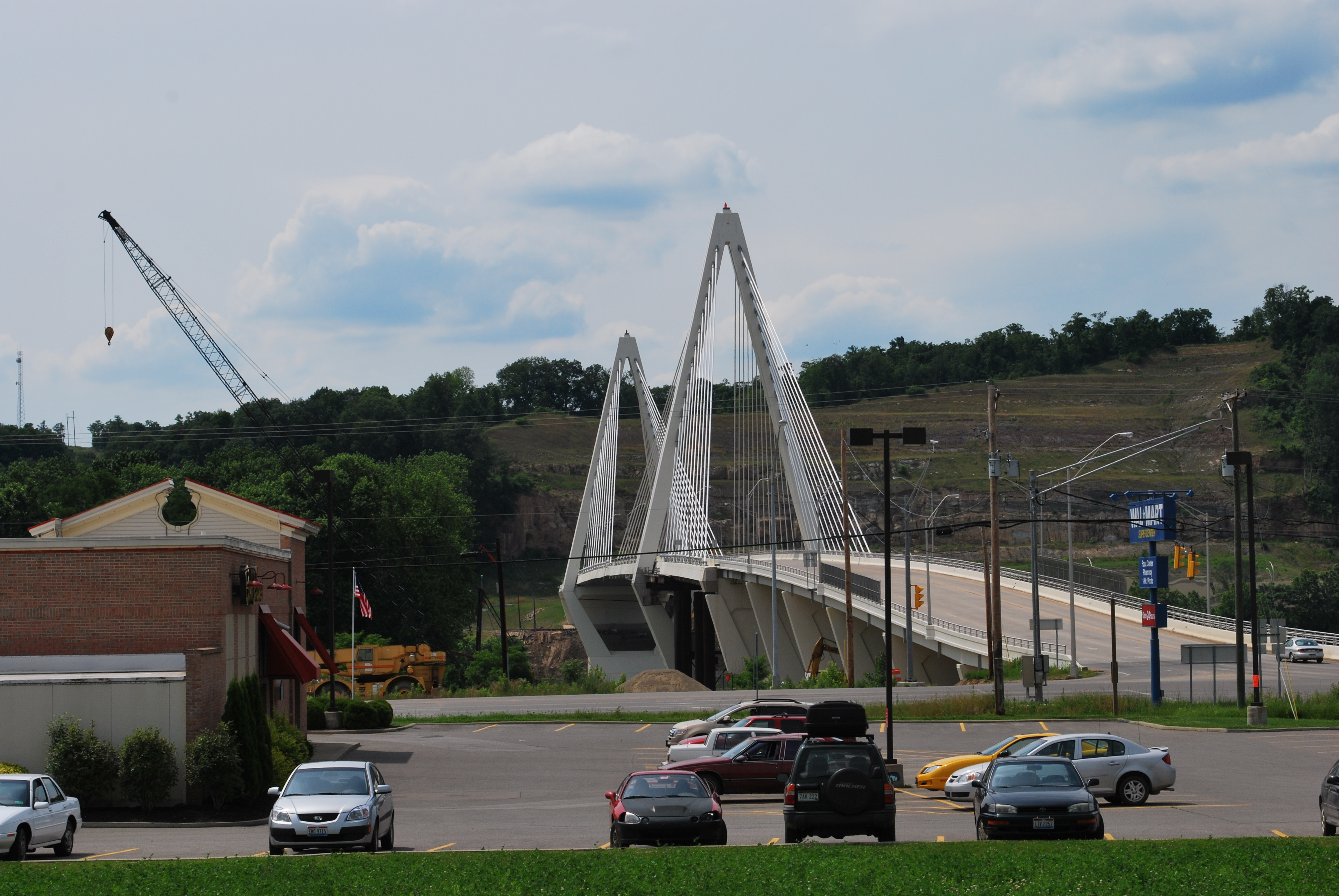
Pomeroy-Masonbron i Mason County, West Virginia

- Hartford City
- Henderson
- Leon
- Mason
- New Haven
- Point Pleasant